# CD Operário
Der Clube Operário Desportivo ist ein portugiesischer Fußballverein aus dem auf den Azoren gelegenen Lagoa.

## Geschichte und Hintergrund
CD Operário wurde im Januar 1948 als Betriebsmannschaft eines lokalen Unternehmens gegründet. Der Klub trat lange Zeit nur im regionalen Ligabetrieb an und erreichte 1991 die viertklassige Terceira Divisão. In der Spielzeit 1997/98 gewann die Mannschaft mit nur einer Saisonniederlage die Meisterschaft der Azoren-Staffel. Anschließend etablierte sich die Mannschaft abgesehen von einer Saison nach dem Abstieg 2003 in der Segunda Divisão. In der Spielzeit 2007/08 verpasste der Klub als Zweiter hinter CD Olivais e Moscavide die Aufstiegsspiele zur Segunda Liga nur knapp. Im Zuge einer Ligareform schaffte der Klub 2013 den Übergang in die neu geschaffene dritte Liga namens Campeonato Nacional de Seniores. In der Spielzeit 2014/15 gewann der Klub vor Louletano DC seine Staffel, belegte aber in der anschließenden Aufstiegsrunde hinter CD Mafra und Casa Pia AC nur den dritten Tabellenplatz.
2018 stieg CD Operário  in die vierte Liga ab, 2021 schaffte der Klub den Sprung zurück in die nach der Einführung der Liga 3 nun viertklassige Campeonato de Portugal. Dort verpasste der Klub als Tabellensechster den Klassenerhalt. Nach zwei Spielzeiten in der Distriktmeisterschaft der Azoren gelang 2024 jedoch die Rückkehr in den überregionalen Spielbetrieb.

## Stadion
CD Operário trägt seine Heimspiele im Estádio João Gualberto Borges Arruda aus, das über einen Kunstrasenplatz verfügt und 2500 Zuschauern Platz bietet.